# Вайгі-Ваєгу (Гаваї)
Вайгі-Ваєгу (англ. Waihee-Waiehu) — переписна місцевість (CDP) в США, в окрузі Мауї штату Гаваї. Населення — 9234 особи (2020).

## Географія
Вайгі-Ваєгу розташоване за координатами 20°55′23″ пн. ш. 156°30′26″ зх. д. / 20.92306° пн. ш. 156.50722° зх. д. (20.923070, -156.507199).  За даними Бюро перепису населення США в 2010 році переписна місцевість мала площу 12,89 км², з яких 10,65 км² — суходіл та 2,23 км² — водойми.

## Демографія
Згідно з переписом 2010 року, у переписній місцевості мешкала 8841 особа в 2344 домогосподарствах у складі 1944 родин. Густота населення становила 686 осіб/км².  Було 2459 помешкань (191/км²).
Расовий склад населення:
| - 38,3 % — азіатів - 17,5 % — вихідців з тихоокеанських островів - 12,2 % — білих - 0,2 % — корінних американців - 0,2 % — чорних або афроамериканців - 1,2 % — осіб інших рас |

До двох чи більше рас належало 30,3 %. Частка іспаномовних становила 9,8 % від усіх жителів.
За віковим діапазоном населення розподілялося таким чином: 26,7 % — особи молодші 18 років, 63,6 % — особи у віці 18—64 років, 9,7 % — особи у віці 65 років та старші. Медіана віку мешканця становила 36,7 року. На 100 осіб жіночої статі у переписній місцевості припадало 98,3 чоловіків;  на 100 жінок у віці від 18 років та старших — 94,8 чоловіків також старших 18 років.
Середній дохід на одне домашнє господарство  становив 98 365 доларів США (медіана — 87 500), а середній дохід на одну сім'ю — 101 230 доларів (медіана — 93 882). Медіана доходів становила 39 688 доларів для чоловіків та 38 421 долар для жінок. За межею бідності перебувало 7,9 % осіб, у тому числі 7,4 % дітей у віці до 18 років та 9,4 % осіб у віці 65 років та старших.
Цивільне працевлаштоване населення становило 5202 особи. Основні галузі зайнятості: мистецтво, розваги та відпочинок — 24,8 %, освіта, охорона здоров'я та соціальна допомога — 19,7 %, роздрібна торгівля — 14,3 %.